# Jaime Peñafiel
José Juan Jaime Peñafiel Núñez, más conocido como Jaime Peñafiel, (Granada, 11 de junio de 1932) es un periodista español.

## Biografía
Peñafiel nació en el seno de una familia numerosa, siendo nieto de un magistrado e hijo de un ingeniero. Su madre era de ascendencia italiana por el lado materno. Actualmente tiene dos hermanos, Juan y María Luisa (habiendo fallecido en 2020 su otra hermana, María de los Ángeles).
Realizó los estudios básicos en los Maristas de Granada. Se licenció en Derecho por la Universidad de Granada y posteriormente en Periodismo por la Universidad de Navarra.

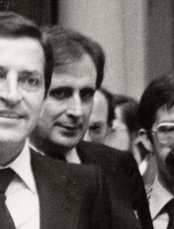
Fotografiado en 1979 en la Moncloa

Trabajó varios años para Europa Press, agencia con la que cubrió el viaje de Pablo VI a Tierra Santa. Además, estuvo en la guerra de Vietnam y la guerra de los Seis Días, entre otras misiones. Hizo numerosos documentales, sobre tragedias alrededor del mundo, y también sobre temas más lúdicos, como su viaje de costa a costa por los Estados Unidos.
Pasó luego a trabajar para la revista ¡Hola!, en la que permaneció de 1966 a 1984 y de la que fue redactor jefe; fue su salto del reportaje de guerra a la llamada prensa del corazón. A partir de ese momento se centra en cubrir acontecimientos de la vida social, con especial dedicación a personajes del entorno del dictador Francisco Franco, la aristocracia y la familia real española y otras casas reales, de acuerdo con el tono de dicha publicación. En esa labor ha acompañado a los reyes de España en casi todos sus viajes oficiales y ha tenido ocasión de entrevistar, entre otros, a la reina Margarita II de Dinamarca, al rey Carlos XVI Gustavo de Suecia o al rey Huséin I de Jordania.
Fundó el diario El Independiente y La Revista, donde publicó, en 1984, las fotos de Franco moribundo que habían sido tomadas por su yerno, Cristóbal Martínez-Bordiú. Desde 1994 es columnista del diario El Mundo, desde cuyas páginas, y en sus artículos de opinión, se mostró profundamente crítico al no ser invitado a la boda entre Felipe de Borbón y Letizia Ortiz. Asimismo, desde el año 2015, es colaborador en la revista Pronto.
En radio, trabajó intermitentemente para la cadena COPE, primero en Directamente Encarna, de Encarna Sánchez, desde finales de la década de 1980, y hasta la segunda mitad de la década de 2000 en el programa La tarde con Cristina. 
En cuanto a su paso por televisión, en 1994, dirigió la serie Mis bodas reales para Antena 3. Desde los primeros años del siglo XXI, ha sido un asiduo comentarista en canales de televisión españoles. Debutó en el magacín Día a día, de Telecinco, junto con María Teresa Campos, donde se mantuvo entre 2002 y 2004. Siguió más tarde a Campos a Antena 3 con Cada día (2004-2005) y también en Lo que inTeresa (2006). Desde 2006 ha colaborado y colabora en varios espacios de prensa rosa: El programa de Ana Rosa, El buscador de historias, Está pasando, Territorio comanche, Hormigas blancas, La noria y Sálvame, la mayoría de Telecinco.
Desde 2010 es columnista del diario digital Republica.com y colaborador en la ya mencionada revista Pronto.
En enero de 2024 fue despedido de El Mundo, coincidiendo con varias declaraciones polémicas calificadas de «bulos» contra la reina Letizia.

## Vida privada
Se casó en Miami en 1984 con Carmen Alonso, en segundas nupcias. La pareja no tuvo descendencia. En junio de 1995, murió su única hija, Isabel Peñafiel González, a los veintiún años, adicta a la heroína y enferma de sida.

### Enfermedad
El 26 de marzo de 2020, saltó la noticia a los medios de comunicación de que el periodista granadino era uno de los contagiados por el COVID-19; aunque no fue ingresado en ningún hospital. La convalecencia de la enfermedad la pasó en su residencia privada, en Toledo, y manifestó ser optimista a pesar de la preocupación por la enfermedad.

## Libros
Como autor ha publicado, entre otros:
- El general y su tropa
- Los herederos
- Dios salve a la reina
- Dios salve... también al rey
- ¿Y quién salva al príncipe?
- Un Marichalar en el trono de España
- A golpe de memoria
- Los tacones de Letizia
- Los consuertes
- El hombre que se acuesta con la reina.
- Juan Carlos y Sofía. Retrato de un matrimonio
- Mis divorcios reales
- El rey no abdica[9]
- Isabel. La amante de sus maridos
- Anécdotas de oro
- Los reyes también lloran
- Alto y claro. Los secretos que nunca he contado
- Letizia y yo